# Dendrosomatidae
Famille
Les Dendrosomatidae sont une famille de Ciliés de la classe des Kinetofragminophora et de l’ordre des Suctorida.

## Étymologie
Le nom de la famille vient du genre type Dendrosoma, dérivé du grec δένδρων / dendron, « arbre », et σώμα / soma, « corps », littéralement « corps en forme d'arbre », en référence à la forme de l'organisme.

## Description
Delage décrit ainsi le genre type en 1896 : 

« Dendrosoma (Ehrenberg) est d'une taille colossale pour un « Tentaculifère » (il s'agit d'une ancienne appellation proposée par Otto Bütschli), puisqu'il atteint 2,5 mm. On croirait, au premier abord, avoir devant les yeux une petite colonie d'Hydraires. Ce sont en effet comme des stolons ramifiés dans un plan horizontal, sur lesquels auraient poussé des individus dressés côte à côte, ramifiés et portant au sommet de chacune de leurs ramifications un petit bouquet de tentacules terminés enboule au sommet. 
… malgré cet aspect, ce n'est rien qu'un Tentaculifère à tentacules capités, et encore n'est-il pas colonial, car une observation attentive montre que tout le système est parcouru par un énorme N continu, mais ramifié et envoyant une branche dans chacun des rameaux dressés. Il y a de nombreuses vésicules pulsatiles éparses dans tout le corps. Aux extrémités de certains rameaux, se voient des bourgeons externes et, plus bas sur la continuité des rameaux, des sortes de tumeurs déterminées par des bourgeons endogènes. »

## Liste des genres
Selon GBIF (11 mai 2023) :
- Caracatharina Kormos, 1960
- Choanophyra
- Dendrosoma Ehrenberg, 1838 genre type
  - Synonymes : Astrophrya Awerinzew, 1904 ; Gorgonosoma Swarczewsky, 1928
  - Espèce type : Dendrosoma radians Ehrenberg, 1838
- Dendrosomata
- Discosmatella Corliss, 1960
- Discosoma Swarczewski, 1928
- Epitokophrya Yankovskii, 1978
- Erastophyra
- Lernaeophrya Pérez, 1903
- Rhyncheta Zenker, 1866
- Staurophrya Zacharias, 1893
- Tokophrya Bütschli, 1889

## Systématique
Le nom correct de ce taxon est Dendrosomatidae Fraipont, 1878.
Dendrosomatidae a pour synonyme :
- Dendrosomidae